# Rhyncophoromyia
Rhyncophoromyia is een geslacht van insecten uit de familie van de Bochelvliegen (Phoridae), die tot de orde tweevleugeligen (Diptera) behoort.

## Soorten
- R. conica (Malloch, 1912)
- R. nearctica (Borgmeier, 1963)